# Rooneyia
Rooneyia viejaensis — відносно невеликий примат, що належить до вимерлого монотипного роду Rooneyia. Rooneyia viejaensis відома з північноамериканського еоцену гір Сьєрра-Вієха в Західному Техасі; вид відомий лише за типовим зразком (TMM 40688-7). Відсутність додаткових скам'янілостей на даний момент ускладнює висунення гіпотез, де і як могла еволюціонувати рунія. Мінімальний знос корінних зубів зразка привів до припущення, що типовий зразок належить до молодої дорослої людини. Рунея не належить до однієї групи викопних чи сучасних приматів.